# El Paraíso, Ciudad Fernández
El Paraíso är en ort i Mexiko.   Den ligger i kommunen Ciudad Fernández och delstaten San Luis Potosí, i den centrala delen av landet, 300 km norr om huvudstaden Mexico City. El Paraíso ligger 1 100 meter över havet och antalet invånare är 218.
Terrängen runt El Paraíso är huvudsakligen kuperad. El Paraíso ligger nere i en dal. Runt El Paraíso är det ganska tätbefolkat, med 83 invånare per kvadratkilometer. Närmaste större samhälle är Rancho del Puente, 14,8 km söder om El Paraíso. I omgivningarna runt El Paraíso växer huvudsakligen savannskog.